# 7776 Takeishi
Takeishi (asteróide 7776) é um asteróide da cintura principal, a 1,902273 UA. Possui uma excentricidade de 0,1575886 e um período orbital de 1 239,42 dias (3,39 anos).
Takeishi tem uma velocidade orbital média de 19,8206745 km/s e uma inclinação de 9,48952º.
Este asteróide foi descoberto em 20 de Janeiro de 1993 por Takeshi Urata.